# 他蘭國家公園
他蘭國家公園位於泰国呵叻府、巴真府與武里南府境內的山甘烹山脈，面積2,236平方公里，於1981年12月23日成立，為泰國第40個國家公園。他蘭國家公園與考艾国家公园、龐斯達國家公園、達帕雅國家公園，以及東艾野生生物保護區組成東巴耶延山－考愛山森林保護區，2005年獲聯合國教科文化組織通過成為世界遗产。

## 地理
他蘭國家公園位於呵叻府、巴真府、武里南府交界處，西邊緊鄰考艾國家公園、南邊與龐斯達國家公園接壤、東邊與東艾野生生物保護區相連，面積2,236平方（863平方英里），是泰國第二大國家公園，僅次於岗卡章国家公园。他蘭國家公園大部分位於山甘烹山脈北側，公園內地勢崎嶇複雜，約略為南高北低，最高點為考拉芒（Khao Lamang），標高992（3,255英尺）。公園內的溪流向東北方匯入蒙河，蒙河向東注入湄公河。

### 氣候
他蘭國家公園大部分位於呵叻府，當地1991－2020年平均年雨量為1,203公厘。一年當中有三個季節：熱季、雨季、涼季，年平均氣溫為28°C。一般熱季為二月至五月；雨季為五月至十月；十月至隔年一月為涼季。

## 生態

### 動物
他蘭國家公園占地廣大，並與考艾國家公園、龐斯達國家公園、東艾野生生物保護區相連，它是許多野生動物的家園，包括老虎、大象、水牛、爪哇野牛、長鬃山羊、黑熊、马来熊、長臂猿、犀鳥、雉、吸蜜鸚鵡等。公園內已確認鳥類共有149種，其中包括一些僅限於低地常綠森林的稀有物種，如绿皇鸠、鹳嘴翡翠、小红头树鹛、白领翡翠、褐冠鹃隼，在水邊的茂密森林有綠帶燕鳳蝶:130-131。
世界上最可能瀕臨滅絕的一種哺乳動物——林牛，雖然人們已超過30年未曾見到，但有可能仍在他蘭國家公園與龐斯達國家公園生存。這種原始牛種可以提供有價值的基因，用於生產無病家牛品種。

### 植物
他蘭國家公園大部分地區都被常綠森林所覆蓋，尤其是在較低的山坡上，常見植物包括龍腦香、霍皮亞、竹子等。在班塔蘭（Ban Thap Lan）、班坤斯里布普拉姆（Ban Khun Sri Bupram），以及班旺繆（Ban Wang Mued）附近可見扇葉棕櫚或贝叶棕森林。過去，泰國東北部大部分地區為森林，但因農業開墾使得大量棕櫚林遭到破壞，現今他蘭國家公園有泰國少數僅存的棕櫚林。在各種棕櫚植物中，貝葉棕在泰國文化中具有重要地位，因為它的葉子被用來記錄佛經（即貝葉經）。貝葉棕是一種古老的植物，它會產生一個巨大的花序，最多可包含六千萬朵花，為世界上最大的花序，因消耗巨大的能量，在開花果熟後植株將會死亡。

## 保護與威脅
他蘭國家公園成立於1981年12月23日，是泰國第40個國家公園。國家公園管理機構位於巴真府那滴縣。國家公園涵蓋行政區域包括呵叻府巴通猜縣、旺南膠縣；巴真府坤武里縣、森桑縣；武里南府巴堪縣。過去在該地區曾有偷獵大象事件，設立國家公園可讓大象獲得較佳保護:21。
自國家公園設立以來，公園邊界附近的非法侵占土地一直是未解決的問題。2012年5月，一座度假村被指控侵占公園20萊土地，並在土地上發現三棟非法建築。2017年對同一座假村進行突襲檢查，非法占用擴大為侵占34萊土地，有18棟非法建築。《曼谷郵報》社論指稱，只要國家公園、野生動物和植物保護局（DNP）持續對豪華度假村發出「拆除令」但不予執行，此問題將無法解決。

## 世界遺產登錄
2005年7月，第29屆世界遺產委員會於南非德班召開，由泰國申報的項目「東巴耶延山－考愛山森林保護區」經大會通過，成為泰國第二個自然遺產，他蘭國家公園於名單之中，編號為590-002。
该世界遗产被认为满足世界遺產登錄基準中的以下基準而予以登錄：
- （x）拥有最重要及显著的多元性生物自然生态栖息地，包含从保育或科学的角度来看，符合普世价值的濒临绝种动物种。

| 世界遺產編號 | 名稱         | 所在地               | 保護範圍    |
| ------------ | ------------ | -------------------- | ----------- |
| 590-002      | 他蘭國家公園 | 14°10'0"N 102°10'0"E | 223,600公頃 |

## 旅遊
他蘭國家公園入口在曼谷通往呵叻的304號國道路邊，距離曼谷約197（122英里），距離呵叻約107（66英里）。公園內有森林遊樂園，可供健行、露營。入場費外國人成人為200泰銖、小孩100泰銖；泰國人成人20泰銖、小孩10泰銖。

## 圖集

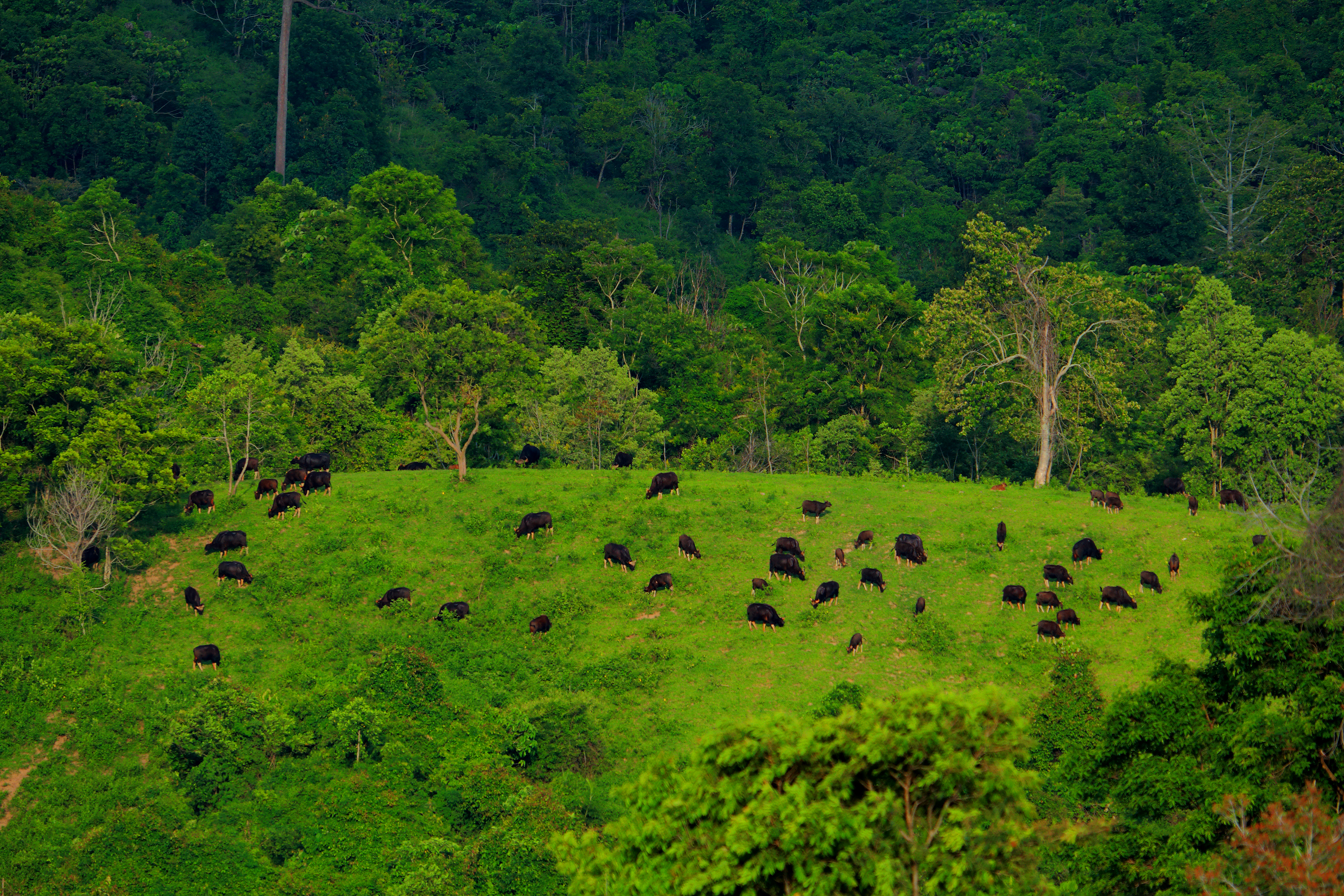
公園內的野牛群
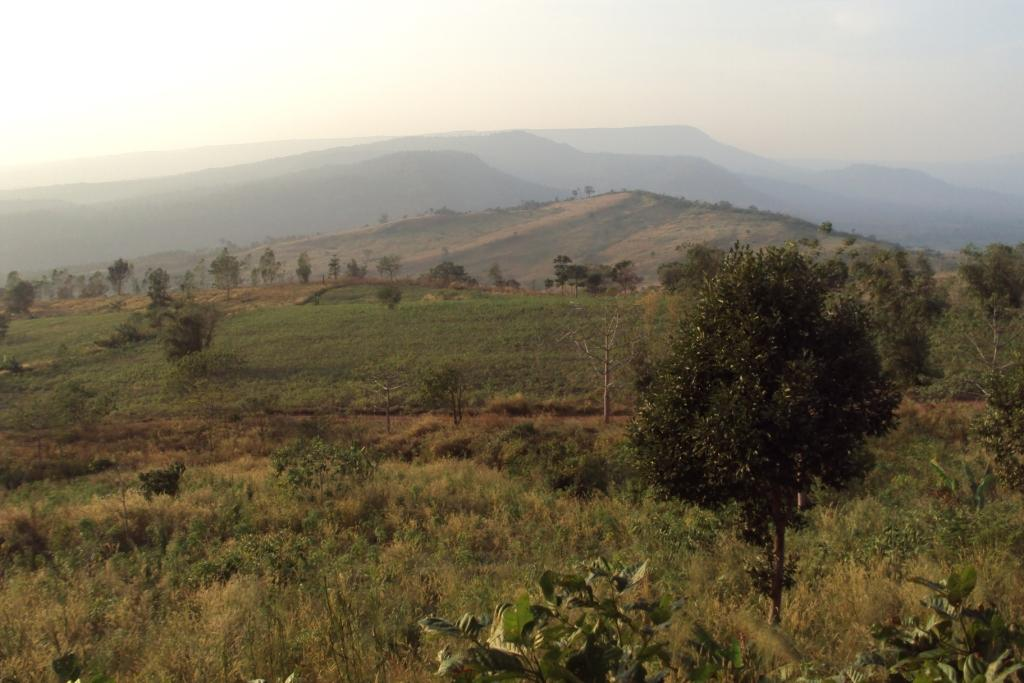
公園內景觀
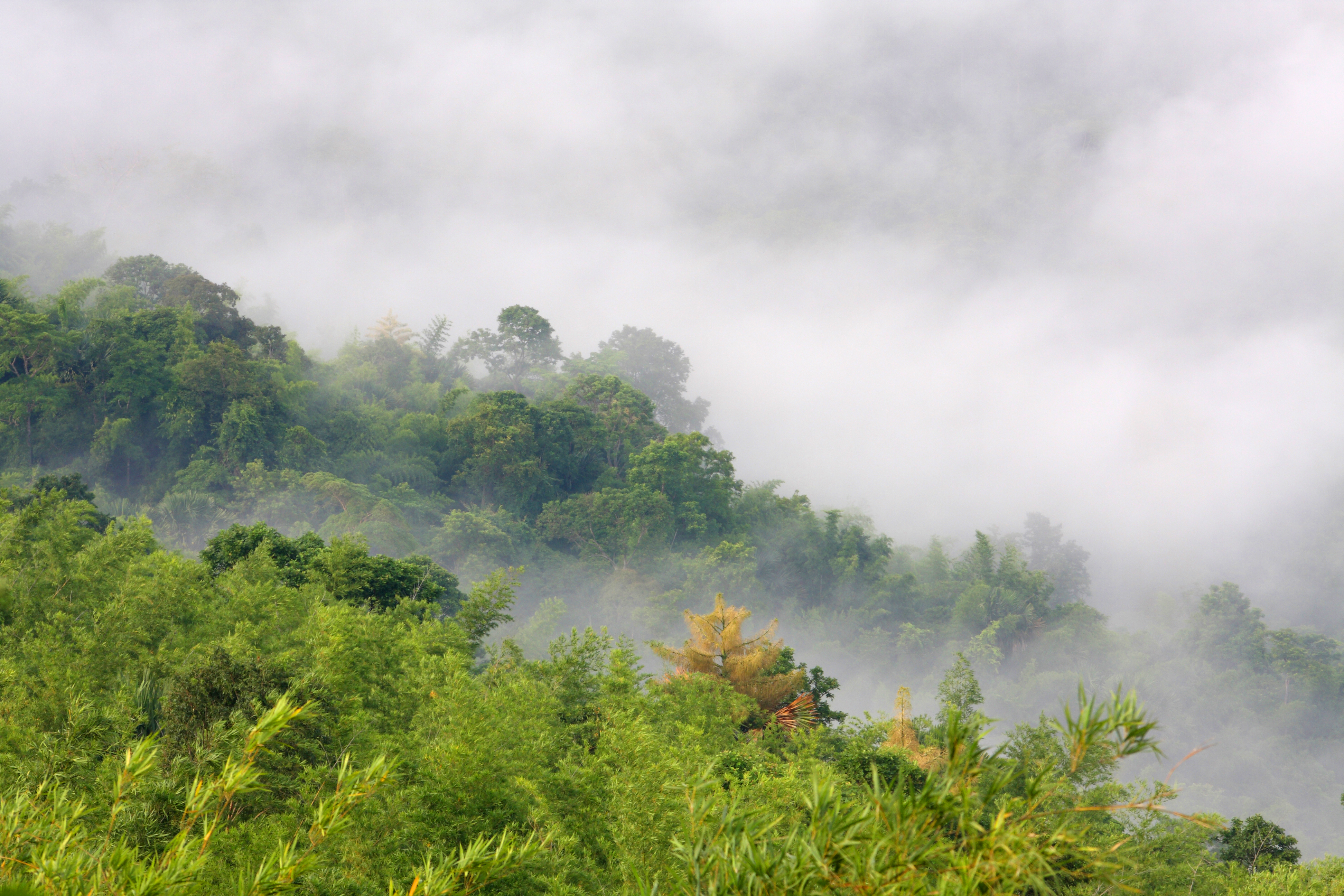
公園內景觀

## 外部連結
- （英文）泰國觀光局－他蘭國家公園 （页面存档备份，存于）